# Вусата котяча акула
Вусата котяча акула (Poroderma) — рід акул родини Котячі акули ряду Кархариноподібні. Має 2 види.

## Опис
Загальна довжина представників цього роду коливається від 70 до 110 см. Голова широка, сплощена. Морда коротка з 2 невеличкими м'ясистими вусиками біля ніздрів. Звідси походить назва цього роду. Очі помірно великі, овальні або мигдалеподібні, з мигальною перетинкою. За очима розташовані бризкальця середнього розміру. Ніздрі захищені носовими клапанами. Губні борозни тягнуться від кутів рота до ніздрів. Рот широкий, дугоподібний. Зуби дрібні, з багатьма верхівками, зазвичай 3. На верхній щелепі більша кількість зубів, ніж на нижній. У них 5 пар зябрових щілин. Тулуб стрункий, стиснутий з боків. Грудні плавці широкі, округлі. Мають 2 маленьких спинних плавця, що розташовані у хвостовій частині. Черевні плавці у 2 рази менше за грудні, водночас основа черевних плавців дорівнює основі грудних плавців. Анальний плавець широкий. Хвіст тонкий. Хвостовий плавець невеликий, гетероцеркальний.
Забарвлення сіре, блакитне, жовте або коричнювате. По спині та боках розкидані темні смуги або плями округлої форми. Черево значно світліше за спині та боки.

## Спосіб життя
Тримаються на глибинах від 5 до 108 м. Воліють до рифів, ділянок з водяною рослинністю. Доволі мляві та повільні акули. Активні вночі. Можуть утворювати невеличкі групи при полюванні. Полюють біля дна, є бентофагами. Живляться дрібною костистою рибою, головоногими молюсками, ракоподібними, морськими черв'яками, падлом.
Це яйцекладні акули. Самиці відкладають 2 яйця. Народжені акуленята мають довжину від 10 до 15 см.
Загрози для людини не становлять.

## Розповсюдження
Мешкають біля узбережжя ПАР.

## Види
- Poroderma africanum  (Gmelin, 1789)
- Poroderma pantherinum  (Müller & Henle, 1838)